# Brouwerij Pollijn (Baardegem)
Brouwerij Pollijn is een voormalige brouwerij in het Oost-Vlaamse Baardegem in België. De brouwerij was gelegen in Dorp 41 en was actief tussen 1928 en 1940.

## Historiek

### Voorloper
Familie Joostens is afkomstig uit Lede. De broer Leonard Pollijn (geboren in Wichelen) trouwde met brouwersdochter Lucie Joostens uit Baardegem. In 1888 namen Leo en Lucie brouwerij Van den Hautte in Aspelare over, nadat de eigenaar naar Amerika emigreerde, en stichtten aldaar ook een brouwerij.
Broer Remigius Pollijn (geboren in Wichelen) trouwde met brouwersdochter Paulina Joostens uit Baardegem (zie ook Brouwerij Joostens). Zij namen de ouderlijke brouwerij, gelegen in Dorp 41 over.

### Brouwerij 'De Halve Maen': Remi Pollijn - Joostens: 1895 - 1928
Doordat familie Joostens een nieuwe brouwerij bouwde op Rampelberg, kwam de ouderlijke brouwerij leeg te staan. Remi Pollijn en Paulina Joostens startten bij hun huwelijk in 1895 dan ook met brouwerij 'De Halve Maen'. Remi Pollijn werd ook burgemeester van Baardegem van 1921 tot bij zijn overlijden in 1928.

### Brouwerij Pollijn - Joostens Vve.: 1928 - 1940
In 1928 sterft Remi Pollijn. Zijn vrouw neemt de zaak over, samen met hun zoon Marcel. De brouwerij zal uiteindelijk sluiten tijdens de Tweede Wereldoorlog. Nadien werden de gebouwen omgevormd tot wasserij.